# 斯特爾克瓦爾弗斯泰嫩峰
71°36′S 7°4′E / 71.600°S 7.067°E
斯特爾克瓦爾弗斯泰嫩峰，是南極洲的山峰，位於毛德皇后地的阿斯特里德公主海岸，處於斯托克瓦韋特山東北面15公里，挪威探險隊根據測量和空中照片繪入地圖，現時由南極條約體系管理。